# قله کوه آبی
قله کوه آبی (به لاتین: Blue Mountain Peak) یک کوه در جامائیکا است که در Portland Parish واقع شده‌است. قله کوه آبی ۲٬۲۵۶ متر بالاتر از سطح دریا واقع شده‌است.